# وباء فيروس كورونا 2020 في ولاية مهاراشترا
تم تأكيد الحالة الأولى لوباء الفيروس كرونا 2019-2020 في ولاية ماهاراشترا الهندية في 9 مارس 2020. أكدت الدولة 230 حالة، بما في ذلك 10 حالات وفاة و 39 حالة استرداد، حتى 31 مارس 2020.
ظهرت أكثر من 50 بالمائة من الحالات في الولاية من منطقة مومباي الحضرية. أصبح حزام منطقة منطقة مومباي متروبوليتان- بيون «نقطة ساخنة» لتفشي وباء فيروس كورونا في البلاد.

## خلفية
في 12 يناير 2020، أكدت منظمة الصحة العالمية عن ظهور فيروس كورونا المستجد كسبب للمرض التنفسي الذي أصاب مجموعة من الأشخاص في مدينة ووهان، مقاطعة خوبي، الصين، إذ أُبلغ عنهم إلى منظمة الصحة العالمية في 31 ديسمبر 2019. كانت نسبة الوفيات بين الحالات المُشخصة بكوفيد-19 أقل بكثير من جائحة فيروس سارس في عام 2003، لكن انتقال العدوى كان أكبر، والوفيات أيضًا.

## الجدول الزمني
خطأ لوا: bad argument #1 to 'len' (string expected, got nil).
- تم الإبلاغ عن أول حالة مؤكدة للفيروس التاجي في ولاية ماهاراشترا في 9 مارس 2020 في بيون، حيث كان اختبار الزوجين العائدين من دبي إيجابيًا. في اليوم التالي، كان ثلاثة أشخاص آخرين في المدينة اتصلوا بالزوجين إيجابيين. تم إدخال الخمسة جميعهم إلى مستشفى نايدو.
- في 11 مارس، كان شخصان في مومباي مرتبطان بزوجين بيون إيجابيًا. ارتفع العدد إلى 11 في وقت لاحق من اليوم، بعد تأكيد إصابة ثلاثة أشخاص آخرين في بيون وواحد في ناجبور، الذين عادوا من الولايات المتحدة.
- في 13 مارس، تم أيضًا تشخيص زوجة وصديق مريض ناجبور بالفيروس. وصل عدد القتلى في بيون إلى 10 بعد أن أظهر شخص آخر عادت الولايات المتحدة نتائج إيجابية. الرجل في أحمد نجار، الذي كان له تاريخ في السفر إلى دبي، كان إيجابيًا.
- في 14 مارس، تم تشخيص إصابة شخص آخر من ناجبور سافر إلى الولايات المتحدة مع أول حالة مؤكدة في المدينة بالفيروس. تم الإبلاغ عن حالة واحدة في مومباي وثلاث من المناطق المجاورة (فاشي، كاموثي، كاليان). أظهرت عينات من شخصين في يافاتال عادوا من دبي إيجابية. تم الإبلاغ عن خمس حالات مؤكدة من بيمبري - تشينشواد.
- في 15 مارس، تأكدت إصابة امرأة في أورنك آباد كانت في طريقها إلى روسيا وكازاخستان بفيروس الفيروس، ليصل المجموع على مستوى الولاية إلى 32 شخصًا. وفي وقت لاحق من نفس اليوم، سافر رجل في بيمبري - تشينشواد إلى دبي واليابان اختبار إيجابي.
- ارتفع العدد إلى 37 في 16 مارس، مع ثلاث حالات مؤكدة في مومباي وواحدة في نافي مومباي؛ شملت حالات مومباي طفلة تبلغ من العمر ثلاث سنوات ووالدتها، التي تعاقدت عليها من والد الطفل الذي عاد من الولايات المتحدة. امرأة في يافاتامال، كانت نتائج اختبارها سلبية في وقت سابق ووضعت في جناح العزل، إيجابية للفيروس؛ تم تشخيص إصابة شاب آخر في بيون زار دبي أيضًا بالفيروس.
- تم الإبلاغ عن وفاة ماهاراشترا الأولى المرتبطة بالفيروس في 17 مارس، بعد وفاة رجل يبلغ من العمر 64 عامًا في مستشفى كاستوربا في مومباي. تم الإبلاغ عن حالتين مؤكدتين خلال اليوم، واحدة في مومباي والأخرى في بيمبري - تشينشواد، وكلاهما عاد من الولايات المتحدة.
- في 18 مارس، كانت امرأة في أواخر العشرينات من عمرها، ولديها تاريخ سفر إلى فرنسا وهولندا، إيجابية في بيون. كانت امرأة تبلغ من العمر 68 عامًا في مومباي، مرتبطة بحالة مؤكدة من المدينة، إيجابية. ارتفع العدد إلى 45 بعد الإبلاغ عن حالة واحدة في كل من بيمبري - تشينشواد وراتناجيري، حيث سافر الأول إلى الفلبين وسنغافورة وسريلانكا في حين زارت الأخيرة دبي.
- أعلنت ولاية ماهاراشترا عن ثلاث حالات جديدة في 19 مارس - امرأة من مومباي عادت من لندن، ورجل من أحمد نجار وامرأة من أولهاسناغار، وكلاهما كانا في دبي.
- في 20 مارس، تم الإبلاغ عن ثلاث حالات مؤكدة في مومباي وبيون وبمبري - تشينشواد. تعافى خمسة مرضى بالكامل وخرجوا في وقت لاحق من اليوم.
- أفاد مسؤولو الولاية عن 12 حالة جديدة في 21 مارس، بما في ذلك 8 في مومباي، وحالتان في بيون وواحدة في كل من كاليان ويافاتمال.
- في 22 مارس، أبلغت الولاية عن ضحيتها الثانية بالفيروس، بوفاة رجل يبلغ من العمر 63 عامًا في مومباي. كما أكدت 10 حالات إيجابية (6 في مومباي و 4 في بيون)، مما رفع إجمالي الولاية على مستوى الولاية إلى 74.
- في 23 مارس، توفي مواطن من الفلبين، كان قد تعافى من الفيروس، في مومباي، لكن مسؤولي الصحة في الولاية اعتبروا سبب الوفاة هو الفشل الكلوي. وارتفع إجمالي الحالات في الولاية بشكل حاد إلى 97 حالة مع 13 حالة في مومباي و 4 في سانجلي و 3 في ثين وواحدة في كل من بيون وفاساي وساتارا.
- في 24 مارس، أبلغت الولاية عن 10 حالات جديدة (5 في مومباي، 3 في بيون، وواحدة في كل من مقاطعة ساتارا ومنطقة أحمد نجار) مما جعل حصيلة الولاية تقف عند 107. توفي رجل يبلغ من العمر عامًا واحدًا من أحمد آباد له تاريخ سفر إلى الإمارات العربية المتحدة في مومباي.
- في 25 مارس، وصل عدد المرضى الإيجابيين في ماهاراشترا إلى 122 حيث تم تشخيص خمسة أشخاص من نفس العائلة في منطقة سانجلي وعشرة أشخاص في مومباي بالفيروس.
- في 26 مارس، تم الإبلاغ عن وفاة شخصين بسبب الفيروس (امرأة تبلغ من العمر 65 عامًا في مومباي وامرأة من نافي مومباي). وأبلغت مقاطعة سيندهودورغ ومنطقة كولهابور عن أول حالات إصابة لهم في 26 مارس / آذار. وبصرف النظر عن هاتين الحالتين، فإن ثلاثة أشخاص في سانجلي وشخص واحد في كل من مومباي وثين وبون كانت إيجابية أيضًا.
- أبلغت منطقة فيدرافا بالولاية عن خمس حالات جديدة في 27 مارس، أربع في ناجبور وواحدة في منطقة جونديا. في وقت لاحق، تم تأكيد إصابة 12 شخصًا آخر في سانجلي بالفيروس من عائلة المدينة المصابة. وصل العدد إلى 153 بعد أن كان ثلاثة أشخاص في مومباي واثنان في ثين وواحد في بالغار إيجابيا.
- في 28 مارس، أكد مسؤولو الولاية 22 حالة في مومباي، وحالتين في ناجبور، وأربع من المناطق المحيطة بمومباي وهي نافي مومباي وبالغار وفاساي فيرار. تم التأكد من أن الطبيب البالغ من العمر 85 عامًا في مومباي والذي توفي في 27 مارس هو سادس إصابة بالفيروس في ولاية ماهاراشترا. تم الإبلاغ عن خمس حالات أخرى في المساء: أربع في بيون وواحدة في جالجاون، ليصل العدد إلى 186.
- بلغ عدد القتلى 8 في 29 مارس، حيث توفيت امرأة مومباي تبلغ من العمر 40 عامًا، ورجل يبلغ من العمر 45 عامًا في بولدانا. وارتفع العدد الإجمالي للحالات المؤكدة إلى 203.
- في 30 مارس، أبلغت بوني عن وفاتها الأولى، وهي وفاة رجل يبلغ من العمر 52 عامًا، بينما توفي شخص يبلغ من العمر 78 عامًا في مومباي. أعلن مسؤولو الصحة في الولاية أن 17 شخصًا آخر أثبتت إصابتهم الإيجابية: 8 في مومباي، و 5 في بيون، و 2 في ناجبور، وواحد في كل من كولبور وناشيك.
- في 31 مارس، كانت هناك خمس حالات جديدة في مومباي، وثلاث في بيون واثنان في بولدانا.

## الاستجابة والتأثير
في 13 مارس، أعلنت حكومة ماهاراشترا تفشي الوباء في مدن مومباي ونافي مومباي وبيون وبمبري - تشينشواد وناجبور، واستندت إلى أحكام قانون الأمراض الوبائية، 1897 التي مكنتها من دخول أي شخص يشتبه في ظهور أعراض له قسراً. تم إغلاق المؤسسات التجارية مثل قاعات السينما ومراكز التسوق وأحواض السباحة والصالات الرياضية في جميع أنحاء الولاية كإجراء احترازي.  أصدر رئيس وزراء ولاية ماهاراشترا، أوداف ثاكراي، حظرا على جميع التجمعات والوظائف العامة. قررت شركة بيون البلدية إغلاق جميع الحدائق العامة وحديقة حيوان راجيف غاندي، اعتبارًا من 14 مارس، لاحتواء انتشار الفيروس.
أعلن ثاكراي أن عدد مختبرات الاختبار وقدراتها سيزداد، وكذلك زيادة سعة مرافق الحجر الصحي. في 16 آذار، خصصت حكومة ولاية مهاراشترا 45 مليار روبية إلى المناطق مع الحالات المؤكدة.
بعد فرار العديد من المرضى المشتبه بهم من عنابر العزل في المستشفيات، وجهت حكومة الولاية المسؤولين في المستشفيات والمطارات إلى ختم اليد اليسرى للأشخاص الذين وضعوا تحت الحجر الصحي المنزلي لمدة 14 يومًا بتفاصيل فترة الحجر الصحي باستخدام حبر لا يمحى، للتعرف عليهم بسهولة . كما أعلنت أنه سيتم عزل أولئك الذين يخالفون الحجر الصحي في منشأة حكومية.
في 17 مارس، تم فرض القسم 144 في ناجبور وناشيك.
في 18 مارس، أعلن اتحاد النقابات التجارية بوني أنه سيتم إغلاق جميع المتاجر، باستثناء متاجر البقالة والصيدليات، في المدينة، مما أدى إلى إغلاق ما يصل إلى 40,000 متجر. أعلنت شركة هيئة بريهانمومباي البلدية أنه سيتم إغلاق المتاجر والمؤسسات التجارية عبر العديد من الأجنحة في مومباي في أيام بديلة، من أجل تنفيذ التباعد الاجتماعي وإدارة الحشود. في 19 مارس، أوقف الداباوالس في مومباي خدماتهم حتى 31 مارس.
في 20 مارس، أعلن ثاكراي أن جميع أماكن العمل، باستثناء الخدمات الأساسية والنقل العام، في مومباي ومومباي منطقة العاصمة وبيون وبمبري - تشينشواد وناجبور سيتم إغلاقها حتى 31 مارس. كما حث أهالي الدولة على عدم الخروج من المنزل دون ضرورة لذلك.
في 22 مارس، أعلن ثاكراي أن المادة 144 ستفرض في جميع أنحاء الولاية، اعتبارًا من 23 مارس، مما دفع الولاية إلى الإغلاق. في 23 مارس، أعلن أنه سيتم إغلاق حدود جميع المناطق، وسيتم تطبيق حظر تجول صارم على مستوى الولاية.
في 26 مارس، بدأت في وضع علامات على الملاعب، على بعد متر واحد من بعضها البعض، خارج متاجر البقالة ومحلات الفواكه والخضروات في المدينة، من أجل الحفاظ على المسافة الاجتماعية. تم تطبيق هذا النموذج لأول مرة في بيون في 24 مارس.
اسلامبر في سنغالي ورلي تم اغلاق كوليوادا في مومباي بشكل كامل إلى انتقال المجتمع تجنب. 

### المواصلات
تم إلغاء ما يزيد عن 20000 خدمة حافلات تابعة لشركة شركة ولاية ماهاراشترا للنقل البري منذ 11 مارس، مما تسبب في خسائر المنظمة 3 كرور روبية بحلول 17 مارس. ألغت السكك الحديدية الهندية 23 قطارا من الولاية لمنع انتشار الفيروس إلى ولايات أخرى.
نفذت حكومة تيلانجانا فحص الأشخاص الذين يدخلون ولاية تيلانجانا من ولاية ماهاراشترا في أربع نقاط دخول. علقت حكومة ماديا براديش جميع خدمات الحافلات بين إندور وماهاراشترا حتى 31 مارس.
في 22 مارس، أعلنت السكك الحديدية الهندية أنه سيتم إغلاق خط سكة حديد مومباي بين 22 و 31 مارس. كما تم إلغاء خدمات مومباي مونوريل ومومباي للمترو حتى نهاية الشهر. أعلن ثاكراي أنه سيتم تعليق خدمات الحافلات الخاصة والعامة للجمهور حتى إشعار آخر.  

### السياحة
وبحسب ما ورد شهدت المواقع السياحية في الولاية مثل أجانتا ومغارات إلورا في منطقة آرنك أباد وجزيرة الفيلة في منطقة حي رجاد وبوابة الهند في مومباي انخفاضًا حادًا في عدد الزوار. كما أفادت شركات الحافلات والفنادق والحافلات الخاصة في الولاية عن عدد كبير من عمليات إلغاء الحجز في مارس.
وسط تزايد الحالات المؤكدة عبر الولاية، أعلن مسؤولو الصحة أنه سيتم إغلاق العديد من المواقع السياحية والدينية كإجراء وقائي. وشملت هذه المواقع معبد سيديفيناياك في مومباي، تولجا بهافاني معبد في منطقة عثمان أباد، اجانتا ومغارات إلورا في منطقة اورانجاباد، داجادوشيث هلواي جانباتي معبد في بيون، مومبا ديفي معبد في مدينة مومباي ومعبد سيبابا في شيردى . كما تم فرض قيود على الدخول في مانتراليا، مومباي.  فرضت شرطة مومباي حظراً على جميع الجولات الجماعية في المدينة حتى 31 مارس.

### الآثار الاقتصادية
كان لتفشي الفيروس تأثير كبير على قطاع السيارات في الولاية، وفقًا لمقالة قناة الهند التلفزيونية للأخبار في 21 مارس. أغلقت باجاج أوتو منشآتها التصنيعية في أكوردي وشيكن حتى 30 مارس، في حين قامت شركة تاتا موتورز بتقليص العمليات في مصنعها في بيون. قامت شركة ايشر موتورز وأشوك ليلاند بإغلاق مصنع المكونات في ثين وبهاندرا على التوالي. علقت شركة مرسيدس بنز عملياتها في منشأة شيكن حتى 31 مارس. فيات، قوة موتورز وشركة جي بي سي كما أعلنت تعليق العمليات في وحدة في رانجانجون ، أكواردي وتشاكان على التوالي، حتى 31 مارس. كما أعلنت شركة ماهيندرا وماهيندرا أنها ستعلق التصنيع في مصنعها في ناجبور والإنتاج في وحدتي تشكان وكانديفالى ، بدءًا من 23 مارس.
ووفقا للمادة 17 مارس في انديان اكسبريس، والاقتصاد في مومباي كان من المتوقع أن تتكبد خسائر قيمتها ما لا يقل عن  16000 روبية شهريا في قطاع الخدمات، نتيجة لتفشي المرض. بالإضافة إلى ذلك، توقع أن صناعة السياحة في المدينة ستفقد  2200 روبية شهريا من السياح الدوليين.
عانت صناعة الترفيه في الولاية أيضًا من الناحية المالية ، حيث قامت العديد من أفلام بوليوود بتأجيل تواريخ الإصدار أو إيقاف الإنتاج ، مما تسبب في «أزمة مالية حادة» للعديد من أعضاء اتحاد موظفي السينما الغربية في الهند. وقدرت أفلام بوليوود لتفقد إيرادات شباك التذاكر أكثر من  1300 كرور بسبب تأمين.
في 30 مارس ، قامت حكومة الولاية بتخفيض تعرفة الكهرباء بمعدل 8 في المائة لمدة خمس سنوات من أجل تقليل التأثير الاقتصادي للفاشية على الصناعات.

## الإحصاء
| منطقة                            | إجمالي الحالات | تعافى | الوفيات | ملاحظات                                                        |
| -------------------------------- | -------------- | ----- | ------- | -------------------------------------------------------------- |
| مدينة مومباي + مومباي سوبربان    | 98             | 14    | 7       |                                                                |
| ثين                              | 18             | 0     | 1       | كاليان دومبيفلي (7)، نافي مومباي (6)، ثين (5)، أولهاسناغار (1) |
| بالغار                           | 5              | 0     | 0       | فاساي فيار (4)، بالغار (1)                                     |
| بالغار                           | 2              | 0     | 0       | بانفيل (2)                                                     |
| الإجمالي في منطقة مومباي الحضرية | 123            | 14    | 8       |                                                                |
| بيون                             | 45             | 16    | 1       |                                                                |
| سانجلي                           | 25             | 0     | 0       |                                                                |
| ناجبور                           | 16             | 4     | 0       |                                                                |
| احمد نجار                        | 5              | 1     | 0       |                                                                |
| يافاتال                          | 4              | 3     | 0       |                                                                |
| بالدانا                          | 3              | 0     | 1       |                                                                |
| كولهابور                         | 2              | 0     | 0       |                                                                |
| ساتارا                           | 2              | 0     | 0       |                                                                |
| أورانجاباد                       | 1              | 1     | 0       |                                                                |
| غونديا                           | 1              | 0     | 0       |                                                                |
| جالجاون                          | 1              | 0     | 0       |                                                                |
| ناشيك                            | 1              | 0     | 0       |                                                                |
| راتناجيري                        | 1              | 0     | 0       |                                                                |
| سندهادرج                         | 1              | 0     | 0       |                                                                |
| المجموع (جميع المقاطعات)         | 230            | 39    | 10      |                                                                |
| حتى 31 مارس 2020                 |                |       |         |                                                                |